# Slag Hill
Slag Hill est un volcan sous-glaciaire de Colombie-Britannique, au Canada. Il fait partie du champ volcanique du mont Cayley.
Les formes caractéristiques de Slag Hill suggèrent que son activité volcanique était sous-glaciaire. Le volcan s'est formé tout au long du Pléistocène, mais son activité volcanique la plus récente a produit une coulée de lave sur son lobe occidental qui ne montre aucun signe de volcanisme en milieu glaciaire. Ceci indique que la coulée de lave est survenue il y a moins de 10 000 ans, après la dernière glaciation.

Carte topographique de la région du mont Cayley avec Slag Hill au nord du champ de glace de Powder Mountain.